# Install, Move, Add, Change
IMAC ist ein Akronym aus dem Englischen. Es steht für Install, Move, Add und Change (dt.: Installieren, Umzug, Hinzufügen und Verändern).
Der Begriff findet im IT-Management Verwendung und fasst die Dienste zusammen, die bei einem Lebenszyklus eines Arbeitsplatzes wichtig sind. Die einzelnen Begriffe fassen dabei verschiedene Aspekte in Bezug auf die Dynamik eines Arbeitsplatzes zusammen. Neue Mitarbeiter benötigen vom ersten Arbeitstag an Zugang zu den Informationssystemen und einen funktionierenden IT-Arbeitsplatz (Install). Der Umzug (Move) in neue Geschäftsräume oder Standorte sollte schnell und störungsfrei erfolgen. Hardware- und Softwareerweiterungen oder Änderungen eines vorhandenen IT-Systems (Add/Change) sind zeitnah und sachgerecht durchzuführen.
- Install
  - Systemaufbau am Arbeitsplatz des Anwenders
  - Erstinstallation und Bereitstellung von Hardwarekomponenten
  - Erstinstallation und Bereitstellung von Softwareapplikationen

- Move
  - Umzug des Arbeitsplatzsystems an einen anderen Standort
  - Wechsel auf ein anderes Arbeitsplatzsystem
  - Wechsel des Endanwenders

- Add
  - Installation zusätzlicher Hardware
  - Installation zusätzlicher Software

- Change
  - Änderung der bestehenden Hardwarekonfiguration
  - Aktualisierung von installierter Software
  - Anpassung von Einstellungen an der Software
  - Deinstallation von nicht benötigten Softwareapplikationen

Zusätzlich sind zwei weitere Leistungspakete (IMAC/R/D) gängig:
- Remove
  - Kontrolle der zu deinstallierenden Geräte
  - Sichere Löschung vorhandener Datenträger
  - Erstellen eines Löschberichtes
  - Abbau der definierten Systemgruppe
  - Vorbereitung zum Rücktransport, zur Einlagerung oder zur Entsorgung

- Dispose
  - Abtransport und umweltgerechtes Recycling
  - Hardware-Refresh (Wiederaufarbeitung/Prüfung der Hardware) und Rückführung zum Kunden